# Средства массовой информации Приднестровья
Средства массовой информации в Приднестровье включают в себя как государственные, так и поддерживаемые властями, а также оппозиционные СМИ. Публикация ведётся на русском языке, однако существует издание на двух других официальных языках: молдавском (румынском) и украинском. На сегодняшний день приднестровские СМИ функционируют в крайне сложной обстановке: неоднократно на международном уровне появляются обвинения в «государственной пропаганде».

## Печать
В Приднестровской Молдавской Республике в разное время выходили порядка 14 печатных изданий, в том числе несколько ежедневных. Некоторые из них имеют небольшой тираж, поэтому выпуски публиковались лишь еженедельно или ежемесячно. 
Самая старая газета Приднестровья — «Днестровская правда», основанная в 1941 году в Тирасполе. 
Организация экономического сотрудничества и развития утверждает, что «медиа-климат в Приднестровье носит ограничительный характер» и «власти по оба берега Днестра предпринимают попытки борьбы с оппозицией».
По данным Государственного департамента США, в 2005 году «власти преследовали независимые газеты, критикующие правительство Приднестровья». Большинство молдавских газет не получили широкого распространения в Приднестровье, хотя были доступны для покупки в Тирасполе.
В числе печатных изданий, в разное время выходивших при поддержке правительства - «Трудовой Тирасполь», «Приднестровье»,  «Гомін» (на украинском языке), «Адевэрул Нистрян» (на молдавском языке).
В Приднестровье в разное время существовали оппозиционные печатные издания. Среди них — «Добрый день», «Человек и его права», «Новая газета», издаваемая в Бендерах, «Новый Днестровский курьер», «Русский Прорыв», «Профсоюзные вести» и «Глас народа». 

## Радиовещание
Государственная радиостанция «Радио ПМР» вещает как по FM, так и на коротких волнах на частоте 7290 кГц в диапазоне 41 метр. Четыре частные коммерческие радиостанции вещают из Приднестровья: «Интер FM», «Динамит FM», «EnergyRadio.FM», «Frequence3». Владельцы оппозиционного издания «Новая газета» также планируют создать независимую радиостанцию.

## Телевизионное вещание
В Приднестровье существуют четыре телеканала, два из них являются локальными (в Тирасполе и Бендерах), а два охватывают всю территорию страны.
Телевидение в Приднестровье долгое время контролировалось общественной компанией «ТВ-ПМР» (Телевидение Приднестровской Молдавской Республики, современное название —  Первый Приднестровский). В 1998 году был запущен первый коммерческий канал Приднестровья "ТСВ" (Телевидение свободного выбора). Оператор кабельной сети «МультиТВ» обслуживает 24 и 5 телевизионных каналов в рамках «премиум-» и «социального» пакетов соответственно. Телеканалы Молдовы в Приднестровье недоступны по кабельному телевидению, однако их радиоволны принимаются антеннами.

## Интернет
На территории Приднестровья в разное время существовали как государственные, так и частные интернет-издания, в том числе на русском языке: Dniester.Ru (информационное агентство), Olvia Press (официальное государственное информационное агентство), Tiraspol Info (новостной портал), Pridnestrovie.info. 
Многие политические организации и государственные ведомства также имеют свои собственные пресс-службы и новостные веб-сайты.
По соображениям цензуры, РИА Днестр был заблокирован приднестровскими властями 8 ноября 2012 года.
Некоторое время действовало англоязычное онлайн-издание «Tiraspol Times», статьи размещались на официальном сайте (pridnestrovie.net).
В августе 2014 года президент Приднестровской Молдавской Республики Евгений Шевчук издал указ о борьбе с экстремизмом, который наделил КГБ Приднестровья правом обращаться в прокуратуру с требованием заблокировать соответствующий интернет-контент. Правительство принимает такое решение после рассмотрения комиссией, назначенной КГБ.